# Juffrouw Elpenhout en/of de vermoorde onnooselheydt van Joost van den Vondel
Juffrouw Elpenhout en/of de vermoorde onnooselheydt van Joost van den Vondel is een hoorspel van Madzy Ford. De VARA zond het uit op woensdag 17 november 1976, van 16:03 uur tot 17:00 uur. De regisseur was Ad Löbler.

## Rolbezetting
- Loudi Nijhoff (juffrouw Elpenhout)
- Hans Karsenbarg (Bert)
- Hans Veerman (Hendrik)
- Kommer Kleijn (meneer Dankert)
- Elisabeth Versluys (een oude dame)
- Maria Lindes (een andere oude dame)
- Eva Janssen (een vinnige oude dame)
- Orizand (een oude knorrige man)
- Frans Somers (een oude heer)
- Robert Sobels (de admiraal)
- Joke Reitsma-Hagelen (mevrouw Gruis)
- Paul van der Lek (dr. Berendse)
- Floor Koen (de portier)
- Gerrie Mantel (zuster Elsje)
- Corry van der Linden (mevrouw Van Tussen)

## Inhoud
Bert en Hendrik, twee sociologen, gaan de straat op, met een bandrecorder, om te onderzoeken wat het voor de mensen betekent om zichzelf te zijn. Ze noemen dat "de reacties van de mensen peilen aangaande Het Identiteitsprobleem In De Onvolkomen Ontmoeting". Hun uitgangspunt is dat "de flauwekul van de moderne maatschappij maar op één manier aan de kaak gesteld kan worden, namelijk door hem met flauwekul te vermenigvuldigen en de uitkomst zo ingewikkeld mogelijk voor te stellen." Dat lukt niet onaardig. Op een bepaald ogenblik wordt zelfs Vondel uitgebreid geciteerd. Waarom Vondel? "Omdat Vondel," zegt juffrouw Elpenhout, "de enige is die in het Nederlands alles heeft gezegd dat de moeite waard is…"